# ألينا بوشكاو
ألينا بوشكاو (بالإنجليزية: Alina Puscau)‏ هي عارضة أزياء وممثلة ومغنية رومانية. ولدت في 4 يوليو1982 في بوخارست، رومانيا. بدأت مهنتها في عرض الأزياء بعد توجها بجائزة نظرة نموذج النخبة [الإنجليزية] لعام 1998. صممت أزياء فيكتوريا سيكريت وجاب وجي سي بيني [الإنجليزية] وبيبي جينز [الإنجليزية]. وظهرت على غلاف بلاي بوي وأصدرت أول فيديو موسيقي فردي بعنوان «عندما تغادر»، وهو عبارة عن غلاف للنسخة الإنجليزية من "حب الزيزفون [الإنجليزية]".

## فيلموغرافيا
| سنة  | عنوان                  | دور                    | ملاحظات     |
| ---- | ---------------------- | ---------------------- | ----------- |
| 2001 | هال السطحي             | رواد النادي الليلي # 1 |             |
| 2011 | كونان البربري          | لارا                   |             |
| 2012 | الحقول الخادعة         |                        | قصير القامة |
| 2013 | دراكولا: الأمير المظلم | كاميليا                |             |
| 2014 | X / Y.                 | هانا                   |             |
| 2015 | يوميات اليقظة          | مارينا                 |             |
| 2017 | ليكان                  | آنا                    |             |

## روابط خارجية
- ألينا بوشكاو على موقع IMDb (الإنجليزية)
- ألينا بوشكاو على موقع ميوزك برينز (الإنجليزية)
- ألينا بوشكاو على موقع ديسكوغز (الإنجليزية)
- ألينا بوشكاو على موقع قاعدة بيانات الفيلم (الإنجليزية)
- ألينا بوشكاو على موقع دليل عارضات الأزياء (الإنجليزية)